# Viedma-tó
A Viedma-tó (spanyolul Lago Viedma) Argentína egyik legnagyobb tava. Nevét 18. századi felfedezőjéről, Antonio de Viedmáról vagy a Viedma városát is alapító Francisco de Viedmáról kapta.

## Földrajz
A Viedma-tó Argentína déli részén, Santa Cruz tartomány Lago Argentino megyéjében található, közel a chilei határhoz, az Argentino-tótól északra. Nyugati részén ömlik bele a Viedma-gleccser, itt a partok meredekek, ám többi részén lassan mélyül a víz. Délnyugaton és északnyugaton is van egy-egy nyúlványa, amelyek az Andok völgyeibe nyúlnak bele: előbbi a Moyano, utóbbi a Túnel-öböl. Bár kisebb folyók is ömlenek bele (északon a Cangrejo, a Blanco, a Río de las Vueltas, a Túnel és a Fitz Roy, délen a Cóndor, a Milodon és a Guanaco), legmeghatározóbb táplálója mégis a gleccser, amitől vize zavaros, kissé tejszerű.

## Élővilág
A tó a legjelentősebb halfajai a Percichthys trucha nevű sügéralakú, az amerikai tavipisztráng, a szivárványos pisztráng, a Galaxias maculatus és a Galaxias platei nevű bűzöslazac-alakú és a királylazac.

## Képek

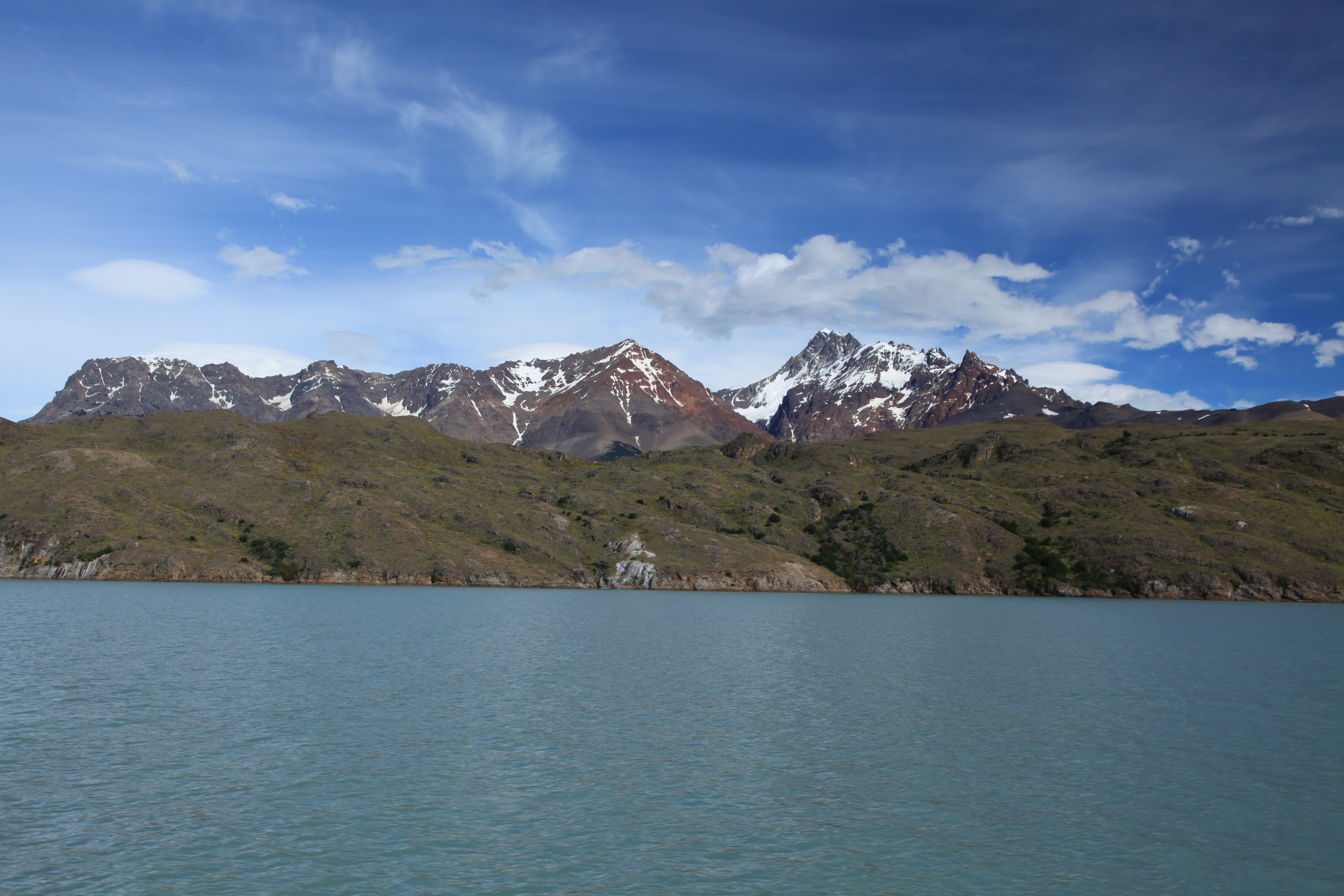
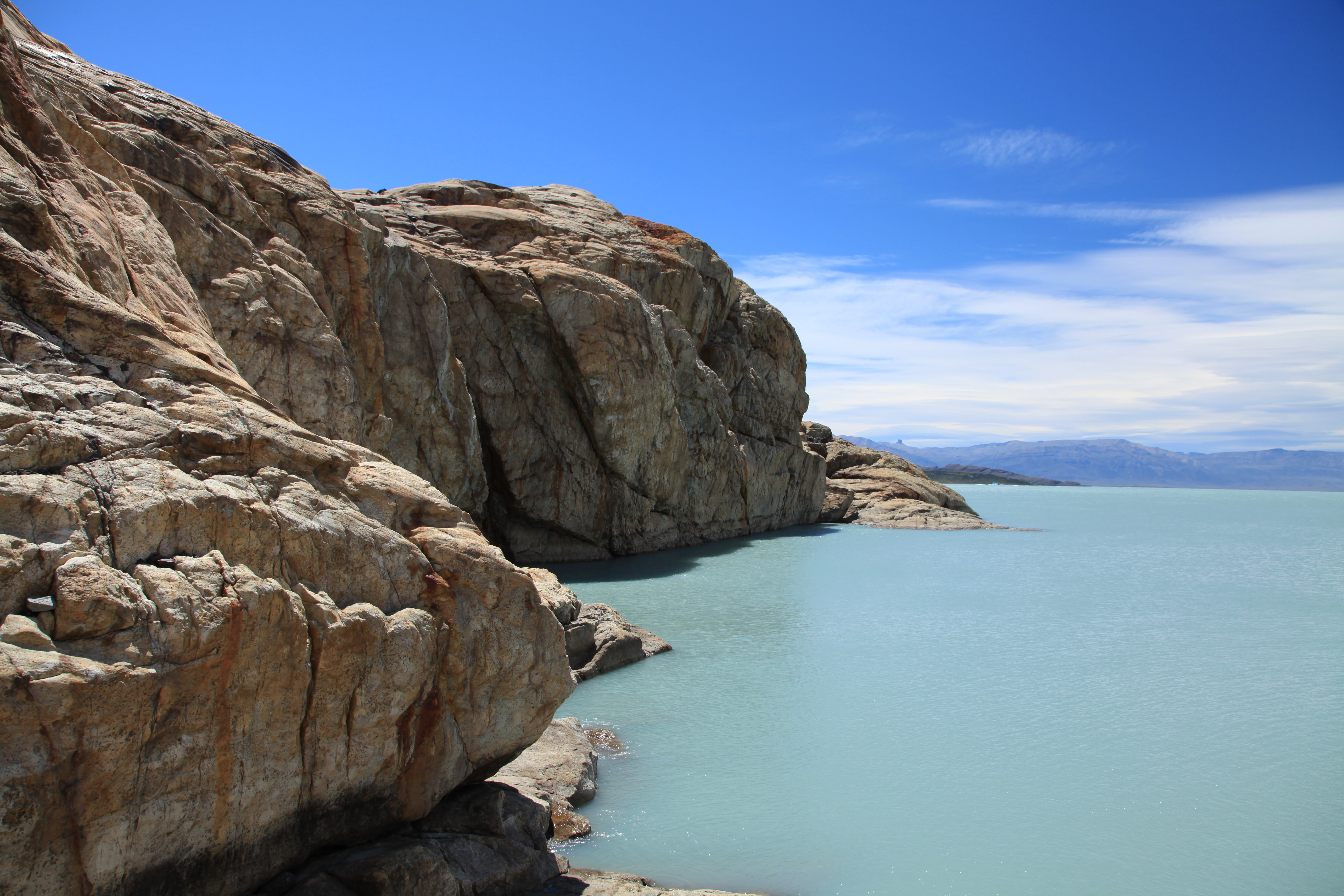
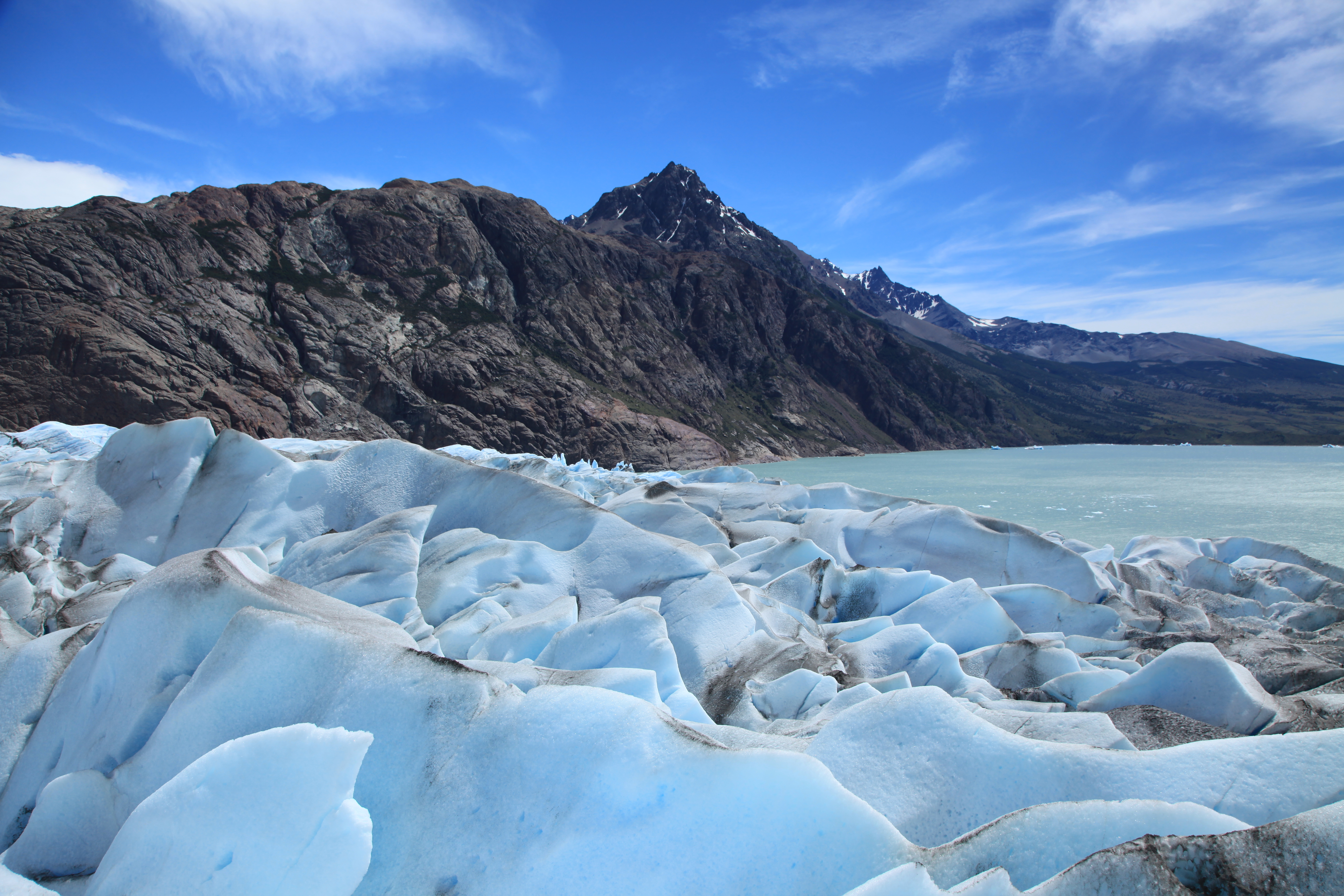
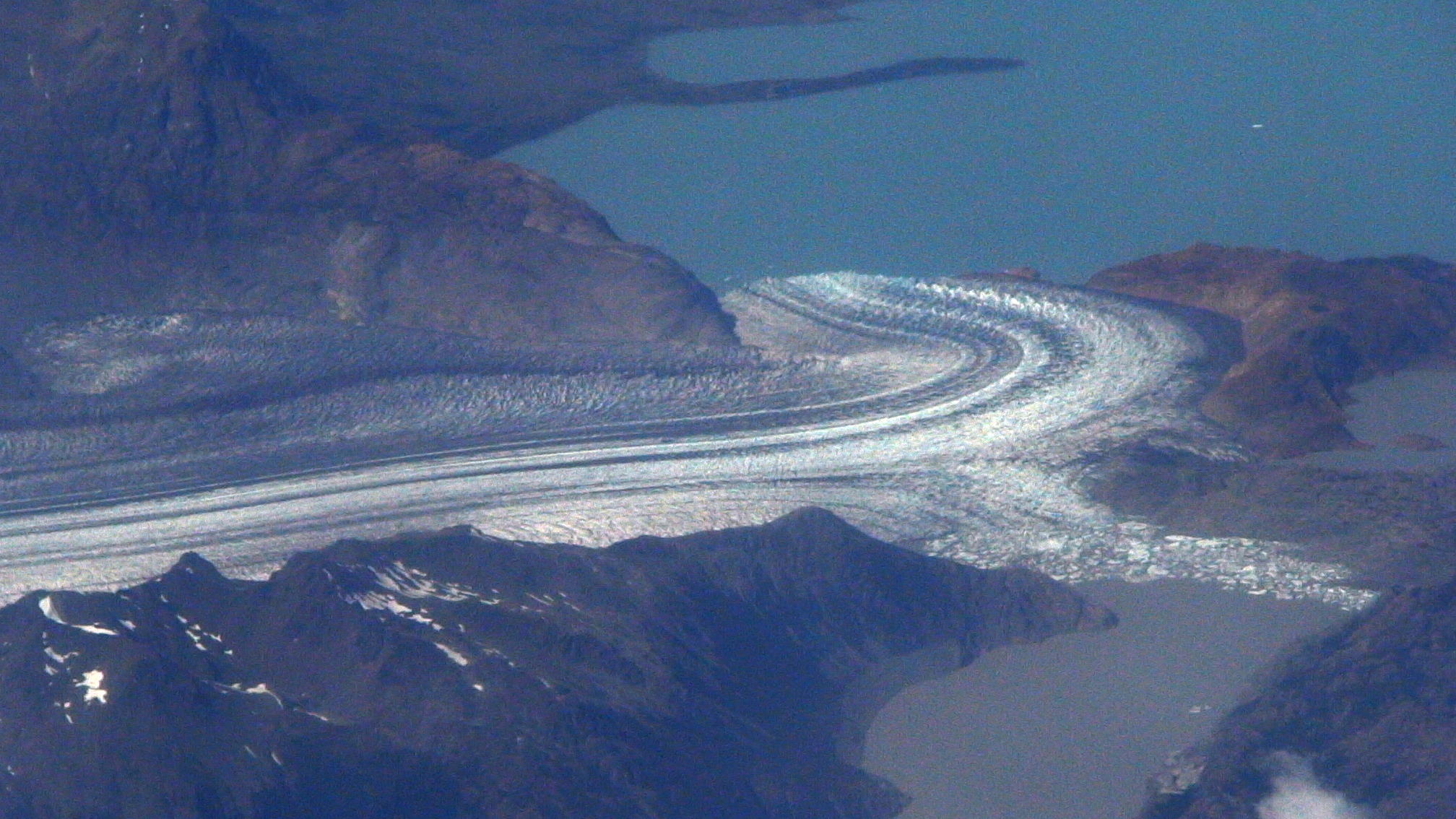